# Jeffrey Goldstone
Jeffrey Goldstone (Manchester, 3 settembre 1933) è un fisico britannico naturalizzato statunitense.

## Biografia
Ricercatore presso il Trinity College a Cambridge dalla fine degli anni cinquanta, è maggiormente noto per lo studio del meccanismo di rottura spontanea di simmetria nella teoria quantistica dei campi, che lo ha portato alla formulazione di un teorema che teorizza una particella priva di massa, nota come bosone di Nambu-Goldstone.
Dall'inizio degli anni settanta si è occupato della teoria della quantizzazione del cono di luce delle stringhe relativistiche. Nel 1977 si è trasferito in Stati Uniti d'America presso il MIT, dove è stato direttore del centro di fisica teorica fino al 1989, dedicandosi allo studio del solitoni in teoria quantistica dei campi e di teoria quantistica dei grandi numeri.
Dal 1997 si è occupato di algoritmi in computazione quantistica.

## Riconoscimenti e titoli accademici
- Membro della Royal Society (1977)
- Membro della American Academy of Arts and Sciences (1977)
- Medaglia Guthrie dell'Institute of Physics di Londra (1983)
- Membro dell'American Physical Society (1987)
- Premio Dannie Heineman dell'American Physical Society
- Medaglia Dirac del Centro internazionale di fisica teorica Abdus Salam di Trieste
- Membro onorario del Trinity College di Cambridge (2000)